# Takamagahara
Takama-ga-hara (jap. 高天原 Takama-ga-hara; Wysoka Równina Niebios, Przestwór Wysokich Niebios) – w mitologii japońskiej niebiosa, górny świat zamieszkany przez niebiańskie kami. Oddzielona jest od zaświatów światem ludzi, a z nim z kolei połączona niebiańskim mostem Amanoukihashi. Władczynią Wysokiej Równiny Niebios jest Amaterasu.

## Bogowie narodzeni w Takama-ga-hara
Podczas gdy niebo i ziemia się jeszcze rozpościerały w Takama-ga-hara poczęło się troje pierwszych kami:
1. Amenominakanushi → Pan Ogarniający Wszystko na Niebie
2. Takamimusubi → Zwierzchnik Czuwający i Panujący nad Wysokimi Niebiosami
3. Kamimusubi → Zwierzchnik Czuwający i Panujący nad Obszarami Siły (nad kami)

W późniejszym okresie w Takama-ga-hara narodzili się:
4. Umashiashikabihikoji-no-kami → Duch Wprowadzający Moce Scalania i Wypełniania
5. Amenotokotachi-no-kami → Duch Odłączania się i Oderwania Nieba
6. Kuninotokotachi-no-kami → Duch Odłączania się i Oderwania Ziemi
7. Toyokumono-no-kami → Duch Wszędy Tężejących Obszarów
8. Uhijini-no-kami → Duch Świętej Nienasycalnej Ziemi
9. Suhijini-no-kami → Duch Świętej Nasycalnej Ziemi
10. Tsunoguhi-no-kami → Duch Powstawania Zarodków
11. Ikuguhi-no-kami → Duch Powstawania Życia
12. Ohotonoji-no-kami → Duch Powściągania Żądzy
13. Ohotonobe-no-kami → Duch Potęgowania Żądzy
14. Omodaru-no-kami → Duch Raptownego Wyczerpywania się
15. Ayakashikone-no-kami → Duch Potulnego Legania dla Zaznania Rozkoszy
16. Izanagi-no-kami → Duch Uśmierzający Szlachetne Łono
17. Izanami-no-kami → Duch Wzburzający Szlachetne Łono